# Henry Petty-Fitzmaurice, III marchese di Lansdowne
Henry Petty-Fitzmaurice, III marchese di Lansdowne (Westminster, 2 luglio 1780 – Calne, 31 gennaio 1863), è stato un politico inglese.
Fu conosciuto come Lord Henry Petty dal 1784 al 1809. Ricoprì gli incarichi di Segretario di Stato per gli Affari Interni, Cancelliere dello Scacchiere e fu per tre volte Lord presidente del Consiglio.

## Famiglia e studi
Era il figlio del Primo ministro del Regno Unito William Petty, primo marchese di Lansdowne (meglio conosciuto come secondo conte di Shelburne), e della sua seconda moglie, Lady Louisa FitzPatrick, figlia di John Fitzpatrick, I conte di Upper Ossory. Studiò alla Westminster School di Londra per poi completare gli studi presso l'Università di Edimburgo e presso il Trinity College di Cambridge.

## Carriera politica
Nel 1802 entrò a far parte della Camera dei Comuni e nel 1806 ottenne l'incarico di Cancelliere dello Scacchiere quando William Wyndham Grenville era a capo del Ministero di tutti gli Ingegni. Lo stesso anno divenne membro rappresentante dell'Università di Cambridge. Nel 1809, alla morte del fratello, divenne marchese di Lansdowne e Pari del Regno; allo stesso tempo, continuò ad essere un membro influente del partito Whig. Lansdowne si distinse in particolare per la sua lotta verso l'emancipazione cattolica e l'abolizione della tratta degli schiavi. Dal 1827 al 1828 fu Segretario di Stato per gli Affari Interni.
Sotto il governo di Charles Grey, secondo conte Grey fu Lord presidente del Consiglio, incarico che ricoprì anche sotto il governo di William Lamb; la terza volta, fu Lord Presidente durante il ministero di John Russell. Quando gli venne offerto di divenire Primo Ministro rifiutò, ma accettò di far parte dei gabinetti di George Hamilton Gordon e di Henry John Temple. Nel 1857 declinò anche l'offerta di divenire duca.
L'attività politica di Lansdowne ne fece uno degli uomini più influenti ed eminenti della scena europea del XIX secolo. Sia il partito Whig, sia la regina Vittoria, lo consultarono spesso per importanti decisioni.

## Matrimonio
Sposò, il 30 marzo 1808, Lady Louisa Fox-Strangways (27 giugno 1785-3 aprile 1851), figlia di Henry Fox-Strangways, II conte di Ilchester e di Mary Theresa O'Grady. Ebbero quattro figli:
- Lady Louisa Petty-FitzMaurice (?-12 giugno 1906), sposò James Howard, ebbero due figli;
- William Thomas Petty-FitzMaurice, conte di Kerry (30 marzo 1811-21 agosto 1836), sposò Lady Augusta Ponsonby, ebbero una figlia;
- Henry Petty-FitzMaurice, IV marchese di Lansdowne (7 gennaio 1816-5 luglio 1866);
- Lord Bentinck Yelverton Petty-FitzMaurice (1855-1892).

## Morte
Morì il 31 gennaio 1863, all'età di 82 anni, a Bowood House, a Calne, nel Wiltshire.

## Ascendenza
|                                                       |                                          |                                       | Genitori                                            |  |  | Nonni |  |  | Bisnonni                                |  |  | Trisnonni                                |  |
|                                                       |                                          |                                       |                                                     |  |  |       |  |  | 8. Thomas FitzMaurice, I conte di Kerry |  |  | 16. William FitzMaurice, XX barone Kerry |  |
|                                                       |                                          |                                       |                                                     |  |  |       |  |  | 8. Thomas FitzMaurice, I conte di Kerry |  |  | 16. William FitzMaurice, XX barone Kerry |  |
|                                                       |                                          | 17. Constance Long                    |                                                     |  |  |       |  |  | 8. Thomas FitzMaurice, I conte di Kerry |  |  |                                          |  |
| 4. John Petty, I conte di Shelburne                   |                                          |                                       |                                                     |  |  |       |  |  | 8. Thomas FitzMaurice, I conte di Kerry |  |  |                                          |  |
|                                                       |                                          | 9. Anne Petty                         | 18. sir William Petty                               |  |  |       |  |  |                                         |  |  |                                          |  |
|                                                       |                                          | 9. Anne Petty                         | 18. sir William Petty                               |  |  |       |  |  |                                         |  |  |                                          |  |
|                                                       |                                          | 9. Anne Petty                         | 19. Elizabeth Waller, I baronessa Shelburne         |  |  |       |  |  |                                         |  |  |                                          |  |
| 2. William Petty, I marchese di Lansdowne             |                                          | 9. Anne Petty                         |                                                     |  |  |       |  |  |                                         |  |  |                                          |  |
|                                                       |                                          | 10. hon. William FitzMaurice          | 20. William FitzMaurice, XX barone Kerry (= 16)     |  |  |       |  |  |                                         |  |  |                                          |  |
|                                                       |                                          | 10. hon. William FitzMaurice          | 20. William FitzMaurice, XX barone Kerry (= 16)     |  |  |       |  |  |                                         |  |  |                                          |  |
|                                                       |                                          | 10. hon. William FitzMaurice          | 21. Constance Long (= 17)                           |  |  |       |  |  |                                         |  |  |                                          |  |
| 5. Mary FitzMaurice                                   |                                          | 10. hon. William FitzMaurice          |                                                     |  |  |       |  |  |                                         |  |  |                                          |  |
|                                                       |                                          | 11. Deborah Brookes                   | 22. sir John Brookes, I baronetto                   |  |  |       |  |  |                                         |  |  |                                          |  |
|                                                       |                                          | 11. Deborah Brookes                   | 22. sir John Brookes, I baronetto                   |  |  |       |  |  |                                         |  |  |                                          |  |
|                                                       |                                          | 11. Deborah Brookes                   | 23. Mary Waller                                     |  |  |       |  |  |                                         |  |  |                                          |  |
| 1. Henry Petty-Fitzmaurice, III marchese di Lansdowne |                                          | 11. Deborah Brookes                   |                                                     |  |  |       |  |  |                                         |  |  |                                          |  |
|                                                       | 12. Richard FitzPatrick, I barone Gowran | 24. Andrew FitzPatrick                |                                                     |  |  |       |  |  |                                         |  |  |                                          |  |
|                                                       | 12. Richard FitzPatrick, I barone Gowran | 24. Andrew FitzPatrick                |                                                     |  |  |       |  |  |                                         |  |  |                                          |  |
|                                                       | 12. Richard FitzPatrick, I barone Gowran | 25. Ellice Butler                     |                                                     |  |  |       |  |  |                                         |  |  |                                          |  |
| 6. John FitzPatrick, I conte di Upper Ossory          | 12. Richard FitzPatrick, I barone Gowran |                                       |                                                     |  |  |       |  |  |                                         |  |  |                                          |  |
|                                                       |                                          | 13. Anne Robinson                     | 26. sir John Robinson, II baronetto                 |  |  |       |  |  |                                         |  |  |                                          |  |
|                                                       |                                          | 13. Anne Robinson                     | 26. sir John Robinson, II baronetto                 |  |  |       |  |  |                                         |  |  |                                          |  |
|                                                       |                                          | 13. Anne Robinson                     | 27. Mary Dudley                                     |  |  |       |  |  |                                         |  |  |                                          |  |
| 3. lady Louisa FitzPatrick                            |                                          | 13. Anne Robinson                     |                                                     |  |  |       |  |  |                                         |  |  |                                          |  |
|                                                       |                                          | 14. John Leveson-Gower, I conte Gower | 28. sir John Leveson-Gower, I barone Gower          |  |  |       |  |  |                                         |  |  |                                          |  |
|                                                       |                                          | 14. John Leveson-Gower, I conte Gower | 28. sir John Leveson-Gower, I barone Gower          |  |  |       |  |  |                                         |  |  |                                          |  |
|                                                       |                                          | 14. John Leveson-Gower, I conte Gower | 29. lady Catherine Manners                          |  |  |       |  |  |                                         |  |  |                                          |  |
| 7. lady Evelyn Leveson-Gower                          |                                          | 14. John Leveson-Gower, I conte Gower |                                                     |  |  |       |  |  |                                         |  |  |                                          |  |
|                                                       |                                          | 15. lady Evelyn Pierrepont            | 30. Evelyn Pierrepont, I duca di Kingston-upon-Hull |  |  |       |  |  |                                         |  |  |                                          |  |
|                                                       |                                          | 15. lady Evelyn Pierrepont            | 30. Evelyn Pierrepont, I duca di Kingston-upon-Hull |  |  |       |  |  |                                         |  |  |                                          |  |
|                                                       |                                          | 15. lady Evelyn Pierrepont            | 31. lady Mary Feilding                              |  |  |       |  |  |                                         |  |  |                                          |  |
|                                                       |                                          | 15. lady Evelyn Pierrepont            |                                                     |  |  |       |  |  |                                         |  |  |                                          |  |